# Ausgewogenheit
Unter Ausgewogenheit versteht man im Medienrecht die gleichgewichtige Wiedergabe von Medieninhalten.

## Allgemeines
Ausgewogenheit ist einer der schwer zu definierenden Begriffe. Das „Ausgewogene“ spricht jedenfalls dafür, dass etwas ausgeglichen, ausbalanciert sein soll. Der Pluralismus in den Medien soll durch die Präsentation verschiedener Meinungen und politischer Alternativen erhalten bleiben. Negativ dargestellt, darf ein Medium „nicht einseitig einer politischen Partei oder Gruppe, einer Interessengemeinschaft, einem Bekenntnis oder einer Weltanschauung dienen.“ Ausgewogenheit kann einerseits in der Themenvielfalt, andererseits in der Balance zwischen Pro und Kontra gesehen werden.

## Rechtsfragen
Im Medienrecht ist Ausgewogenheit ein unbestimmter Rechtsbegriff. Bereits in seiner ersten Rundfunkentscheidung spricht das BVerfG von „inhaltlicher Ausgewogenheit“, ohne den Begriff zu präzisieren. Das BVerfG bezieht die „externe Ausgewogenheit“ auf das jeweilige Verbreitungsgebiet derjenigen Programme, von denen angenommen werde, sie glichen einander aus. Für das oberste Gericht ist Ausgewogenheit identisch mit Gleichgewichtigkeit und Vielfalt der bestehenden Meinungsrichtungen.
Der Gesetzgeber hatte die Ausgewogenheit im Rahmen der Programmanforderungen zu berücksichtigen. Nach dem Rundfunkstaatsvertrag (RStV) ist die Ausgewogenheit des Programms beim öffentlich-rechtlichen Rundfunk nach § 11 Abs. 2 RStV zu berücksichtigen, während die Programmgrundsätze in § 41 RStV für den Privatrundfunk das Erfordernis der Ausgewogenheit nicht erwähnen. Das ist dem Landesmedienrecht überlassen, das beispielsweise in § 33d Landesmediengesetz NRW dem Chefredakteur die Verantwortung der Ausgewogenheit des Programms überträgt und dem Programmbeirat die Entscheidungshoheit überlässt. Es genügt ansonsten die Ausgewogenheit des Gesamtangebots privater Anbieter im Verbreitungsgebiet. Ausgewogenheit wird vermutet, wenn mindestens 3 Vollprogramme im Geltungsbereich eines Gesetzes veranstaltet werden (so genannte Außenpluralität).

## Arten
Olaf Jandura unterscheidet zwischen qualitativer und quantitativer Ausgewogenheit. Quantitativ ist demnach die Berichterstattung ausgewogen, wenn sie dem Pluralismusgebot entspringt und die Auswahl der Fakten und Standpunkte zum Bewertungsobjekt im Mittelpunkt des Interesses steht. Die qualitative Ausgewogenheit bezieht sich auf die Abweichung bei der Nachrichtenauswahl im Vergleich zu anderen Medien. Ausgewogenheit betrifft zudem sowohl einen einzelnen Beitrag als auch das Gesamtangebot eines Mediums.

## Abgrenzung
Bei einem unscharfen Begriff wie Ausgewogenheit entsteht das Problem, ihn zu anderen Begriffen abzugrenzen. Das gilt insbesondere im Verhältnis zur Objektivität. Während Ausgewogenheit das Verhältnis der Aussagen zueinander betrifft, bezieht sich Objektivität auf das Verhältnis zwischen Aussagen und Ereignis. Bei der Ausgewogenheit geht es um das Gleichgewicht bei der Themenwahl. Es darf in der Berichterstattung weder zu einer negativen noch zu einer positiven Valenz kommen. Valenz bedeutet hier Wertigkeit oder Aufforderungscharakter, den alle Informationen besitzen, die Spannung aufbauen. Entsprechend ist positive Valenz Anziehung und negative bedeutet Abweisung. Im Extremfall liegt eine einseitige Berichterstattung vor – das Gegenteil von Ausgewogenheit. Einseitige Berichterstattung führt – wenn sie vom Rezipienten nicht wahrgenommen wird – zur einseitigen Meinungsbildung. Wird sie wahrgenommen, kann sie Ablehnung oder Widerspruch provozieren.

## Falsche Ausgewogenheit
Falsch angewandt kann eine ausgewogene Darstellung zu einer informellen Voreingenommenheit („Balance as Bias“) führen, bei der die tatsächliche Sachlage durch eine vermeintlich ausgewogenene Berichterstattung verzerrt und somit falsch wiedergegeben wird. Ein Beispiel hierfür ist die vermeintlich ausgewogene Berichterstattung bezüglich der menschengemachten globalen Erwärmung. So ergab eine einflussreiche Studie aus dem Jahr 2004, dass von 636 untersuchten Medienartikeln, die zwischen 1988 und 2002 in vier großen Zeitungen erschienen waren, rund 53 % „ausgewogen“ berichteten, also die Thesen annähernd gleich gewichteten, dass der Mensch erheblichen Anteil an der globalen Erwärmung habe bzw. dass die Klimaerwärmung ausschließlich natürlich sei. 35 % der Artikel betonten die Existenz der menschengemachten Erderwärmung, erwähnten aber genauso die Gegenthese, dass die Erwärmung natürliche Ursachen habe. Nur 6 % der Artikel gaben hingegen den wissenschaftlichen Konsens korrekt wieder, indem sie die Erwärmung dem Menschen zuschrieben, ohne eine Gegenthese zu präsentieren. Dabei veränderte sich die Berichterstattung auch über die Zeit. Während 1988 noch der Großteil der Berichte die Sicht der Wissenschaft korrekt wiedergab, gingen Journalisten ab ca. 1990 mit dem Einsetzen von Desinformationskampagnen der organisierten Klimaleugnerszene u. a. durch die Global Climate Coalition und das Heartland Institute dazu über, „ausgewogen“ zu berichten. Gleichzeitig ging die Presse dazu über, Wissenschaftler als zunächst am häufigsten zitierte Quellen durch Politiker als Informationsquellen zu ersetzen. Durch die vermeintlich ausgewogene Berichterstattung, die ihren Ursprung in der Fairness-Doktrin hat, wurden damit Klimaleugner und ihre Thesen in den Medien systematisch bevorzugt, da sie viel mehr Aufmerksamkeit erhielten, als ihnen aufgrund des breiten wissenschaftlichen Konsenses eigentlich zustand.